# American Swedish Historical Museum
El American Swedish Historical Museum (en español: Museo Histórico Sueco Americano) es el museo sueco-americano más antiguo de los Estados Unidos. Está ubicado en el Parque Franklin Delano Roosevelt, en el sur de Filadelfia, en parte de una histórica concesión de tierras del siglo XVII proporcionada originalmente por la reina Cristina de Suecia a los colonos de la Nueva Suecia.

## Historia
Durante 1926, se formó el comité sueco-americano de la Exposición Internacional del Sesquicentenario de 1926. El conocido autor e historiador Amandus Johnson fue elegido para ser su presidente. De esta actividad surgió un comité para planificar formas de preservar la memoria de la colonia de la Nueva Suecia que databa de 1638. Se formó la Asociación del Tricentenario de la Nueva Suecia que encargó y publicó Sweds In America, 1638-1938, un trabajo de investigación histórica que fue editado por Adolph B. Benson y Naboth Hedin (New Haven, CT: Yale University Press. 1938).
Pronto, la primera campaña nacional fue para erigir un Museo Sueco en Filadelfia. El 2 de junio de 1926, el príncipe heredero de Suecia y futuro rey Gustavo VI Adolfo colocó la piedra angular del museo. En el otoño de 1928, Christian von Schneidau pintó los murales del techo y las paredes del vestíbulo del Museo. La inauguración oficial del Museo tuvo lugar el 28 de junio de 1938. Este evento fue establecido para coordinar con el 300 aniversario de la llegada de los suecos a las costas de Delaware. El príncipe Bertil y la princesa Luisa de Suecia formaron la fiesta real que dedicó el Museo.

## Diseño del edificio
El diseño del edificio se basa en el Palacio de Ericsberg, una casa solariega del siglo XVII en Södermanland, Suecia. El arquitecto, John Nydén, un sueco-americano de Chicago, combinó elementos suecos y americanos modelando las arcadas exteriores en las de Mount Vernon. La cúpula de cobre es una copia de la del ayuntamiento de Estocolmo. El Museo tiene 12 galerías permanentes que exhiben una amplia e interesante colección que combina la historia y la cultura. Tres de las 12 galerías del Museo están dedicadas a la historia de la Nueva Colonia Sueca establecida en el Valle de Delaware en 1638. El museo proporciona una gran cantidad de información sobre este período de la historia, a menudo desconocido. Otras galerías, con estilos que van desde el Art decó hasta el Internacional, se concentran en las contribuciones suecas más recientes.

## Galerías permanentes

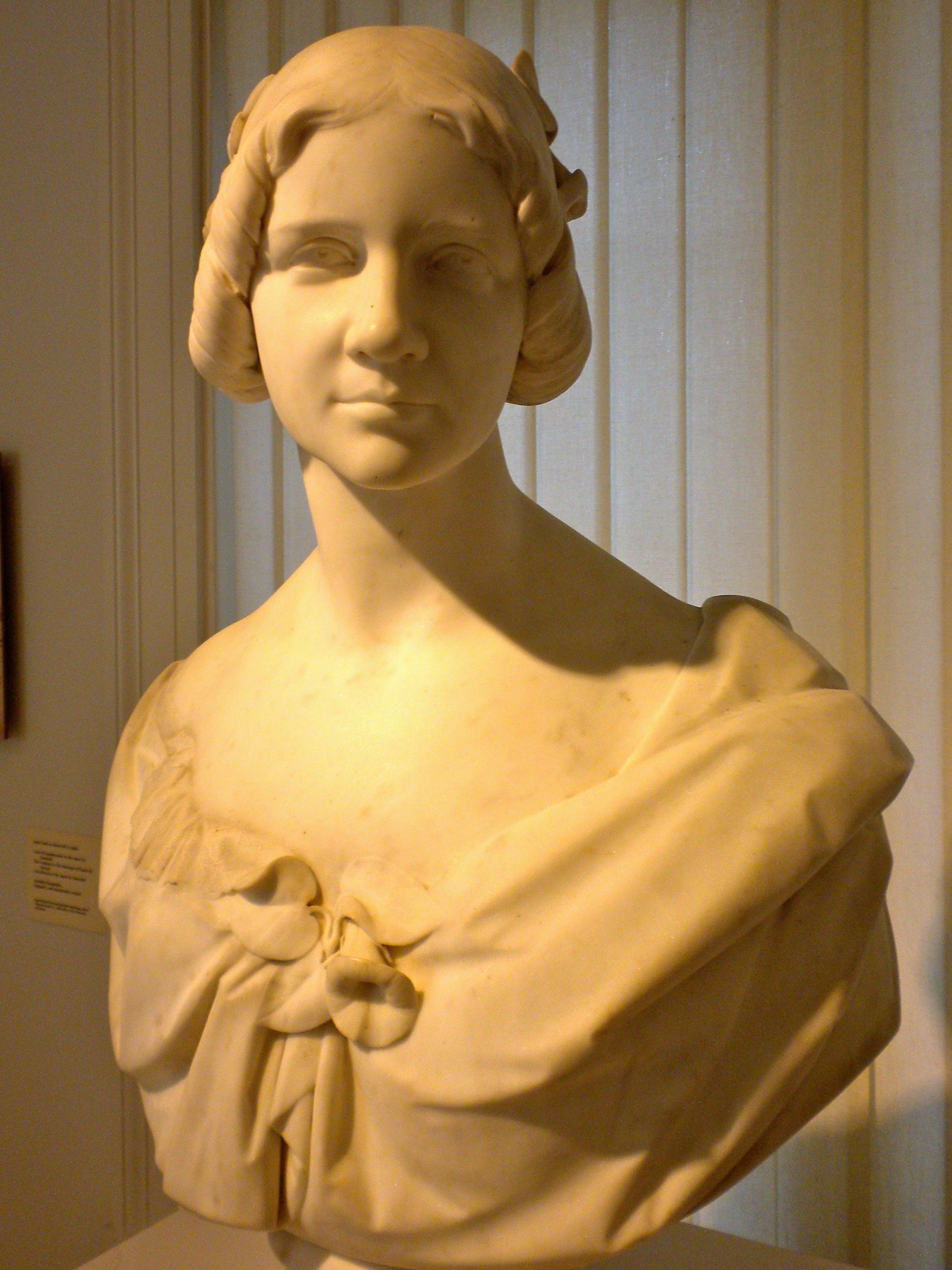
Busto de Jenny Lind, 1850, que guardó en el salón de su casa en Malvern, Inglaterra, y que luego fue donado al Museo por su hijo, el coronel Ernest Goldschmidt.

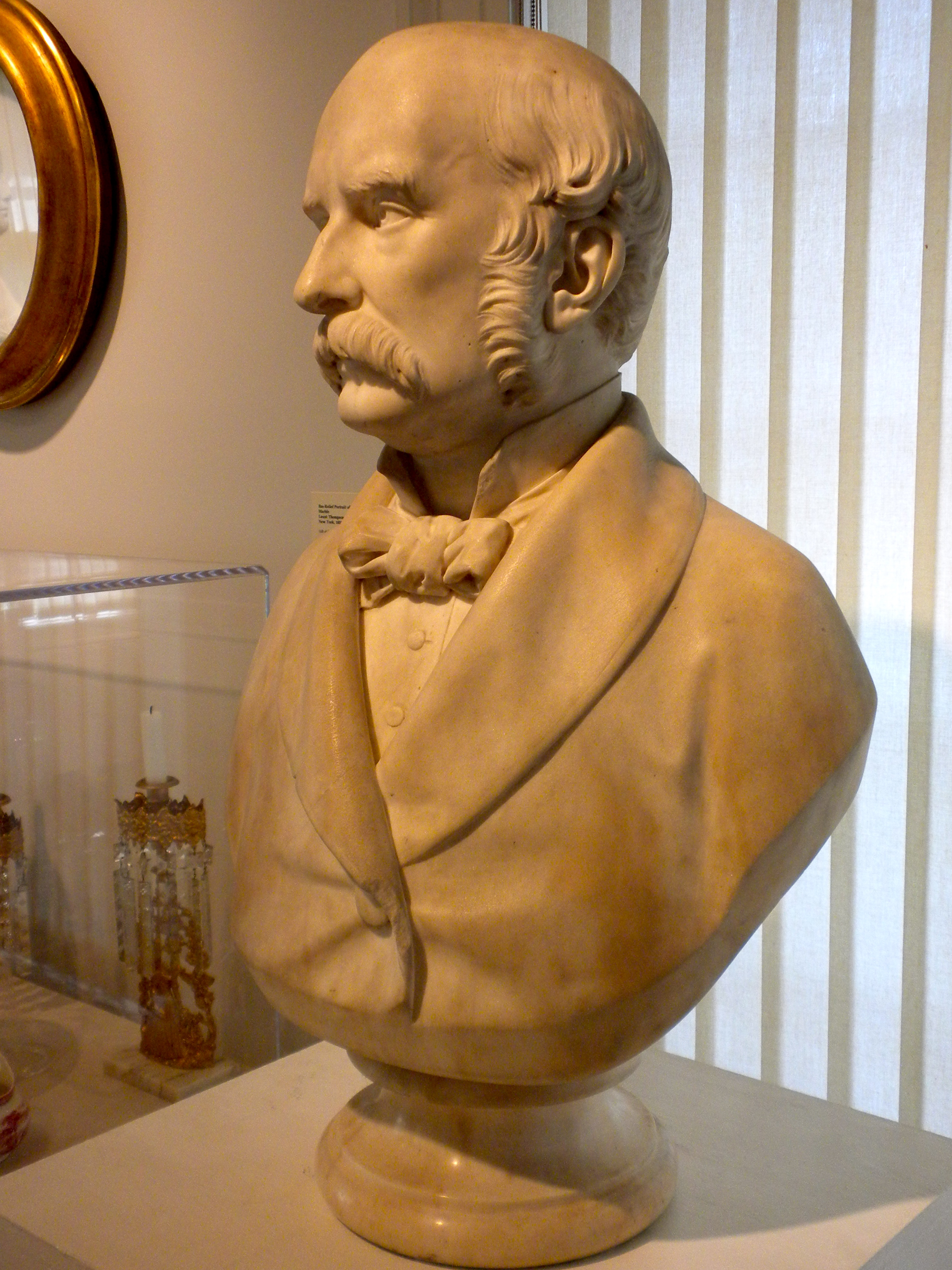
Busto de Otto Goldschmidt, el marido de Lind.

- Golden Map Room – La primera de tres galerías dedicadas a Nueva Suecia. Las exposiciones elaboran el tema de Suecia del siglo XVII.
- New Sweden Room – La galería cuenta la historia de la vida en la tierra en la que se encuentra el Museo.
- The Stuga – Stuga significa casa pequeña. Esta es una representación del interior de una granja sueca del siglo XIX.
- Nord Library – Una biblioteca de investigación con una colección centrada en la historia de Nueva Suecia y la inmigración sueca del siglo XIX.
- Linneaus-Kalm Room – Nombrado por Carl Linnaeus y el botánico del siglo XVIII Peter Kalm, las exposiciones aquí presentan las artes decorativas suecas del vidrio y las plantas.
- Fredrika Bremer Room – Dedicado a los logros de las mujeres suecas y nombrado por la novelista sueca Fredrika Bremer.
- Jenny Lind Room – Dedicado a la cantante de ópera sueca Jenny Lind y a los efectos duraderos de su amplia popularidad en América.
- Chicago Room – Honrando las contribuciones de los arquitectos y constructores sueco-americanos.
- John Ericsson Room – El mural muestra a John Ericsson presentando su diseño para el acorazado Monitor al Gabinete de Guerra de Abraham Lincoln..
- The Balcony – Se exhiben pinturas y esculturas de artistas sueco-americanos, junto con una selección de muebles suecos.
- Changing Exhibit Gallery – Galería que cambia alrededor de 2 veces al año.

## Premio Humanitario Raoul Wallenberg
El Spirit of Raoul Wallenberg Humanitarian Award del American Swedish Historical Museum se otorga a una persona, individuo u organización que haya demostrado un compromiso con el humanitarismo mediante actos que logren una contribución significativa, distinta del dinero, para aliviar el sufrimiento humano o la injusticia, que impliquen sacrificios o riesgos y que se realicen sin esperar recompensa o reconocimiento. El premio lleva el nombre de Raoul Wallenberg, el valiente diplomático sueco y su trabajo para salvar a los judíos húngaros durante la Segunda Guerra Mundial. El Spirit of Raoul Wallenberg Humanitarian Award consiste en un premio en efectivo y un tazón especialmente diseñado de Orrefors, Suecia, que se entrega al galardonado en la ceremonia de entrega. Entre los anteriores galardonados se encuentran A. Leon Higginbotham Jr. por su defensa de los niños de América dentro de la profesión legal y sus esfuerzos en materia de derechos humanos en Sudáfrica, el Dr. William P. Magee, Jr. y Kathleen S. Magee por su trabajo en el establecimiento de la Operation Smile (Operación Sonrisa), Per Anger por su colaboración con Raoul Wallenberg en la salvación de los judíos húngaros durante la Segunda Guerra Mundial y el Reverendo Dr. Haruun L. Ruun de Sudán por sus extraordinarios esfuerzos para llevar la paz al Estado dividido.